# I-League 2nd Division 2021
L'I-League 2nd Division 2021 è la tredicesima edizione della I-League 2nd Division, il campionato professionistico indiano calcio club, sin dalla sua istituzione nel 2008.

## Squadre partecipanti
| Squadra          | Luogo                       | Allenatore             |
| ---------------- | --------------------------- | ---------------------- |
| ARA              | Ahmedabad, Gujarat          | Manuel Retamero Fraile |
| Bengaluru United | Bengaluru, Karnataka        | Richard Hood           |
| Delhi            | Delhi, Delhi                |                        |
| Hyderia          | Port Blair, Andamane Island |                        |
| Kenkre           | Mumbai, Maharashtra         |                        |
| Kerala United    | Edavanna, Kerala            |                        |
| Madan Maharaj    | Bhopal, Madhya Pradesh      |                        |
| Ryntih           | Shillong, Meghalaya         |                        |

## Giocatori stranieri
| Squadra          | Giocatore 1        | Giocatore 2     | Giocatore AFC    |
| ---------------- | ------------------ | --------------- | ---------------- |
| ARA              | Hamidou Dieye      | Bala Dahir      | Vladislav Nuriev |
| Bengaluru United | Luka Majcen        | Pedro Manzi     |                  |
| Corbett          | Rogelio Juárez     | John Chidi      |                  |
| Delhi            | Sérgio Barboza     | Willis Plaza    |                  |
| Hyderia          |                    |                 |                  |
| Kenkre           | Zacharie Mbenda    |                 |                  |
| Kerala United    | Gabriel Lima Silva | Francis Nwankwo |                  |
| Madan Maharaj    | Loveday Enyinnaya  | William Twala   |                  |
| AU Rajasthan     | Ali Ola Smith      |                 |                  |
| Ryntih           |                    |                 |                  |

## Classifica

### Gruppo A
|  | Pos. | Squadra          | Pt | G | V | N | P | GF | GS | DR |
|  | ---- | ---------------- | -- | - | - | - | - | -- | -- | -- |
|  | 1.   | AU Rajasthan     | 5  | 3 | 1 | 2 | 0 | 5  | 4  | +1 |
|  | 2.   | Madan Maharaj    | 5  | 3 | 1 | 2 | 0 | 5  | 4  | +1 |
|  | 3.   | Ryntih           | 3  | 3 | 1 | 0 | 2 | 4  | 4  | 0  |
|  | 4.   | Bengaluru United | 2  | 3 | 0 | 2 | 1 | 4  | 6  | -2 |
|  | 5.   | Hyderia          | -  | - | - | - | - | -  | -  | -  |

Hyderya Sports FC è stato escluso dalla competizione per aver prodotto documenti di garanzia bancaria falsi.

### Gruppo B
|  | Pos. | Squadra                 | Pt | G | V | N | P | GF | GS | DR |
|  | ---- | ----------------------- | -- | - | - | - | - | -- | -- | -- |
|  | 1.   | Delhi                   | 12 | 4 | 4 | 0 | 0 | 11 | 2  | +9 |
|  | 2.   | Kenkre                  | 7  | 4 | 2 | 1 | 1 | 4  | 3  | +1 |
|  | 3.   | Kerala United           | 6  | 4 | 2 | 0 | 2 | 7  | 5  | +2 |
|  | 4.   | Template:Calcio Corbett | 2  | 4 | 0 | 2 | 2 | 2  | 8  | -6 |
|  | 5.   | ARA                     | 1  | 4 | 0 | 1 | 3 | 3  | 9  | -3 |

### Gruppo Promozione
|  | Pos. | Squadra       | Pt | G | V | N | P | GF | GS | DR |
|  | ---- | ------------- | -- | - | - | - | - | -- | -- | -- |
|  | 1.   | AU Rajasthan  | 9  | 3 | 3 | 0 | 0 | 8  | 1  | +7 |
|  | 2.   | Kenkre        | 4  | 3 | 1 | 1 | 1 | 3  | 6  | -3 |
|  | 3.   | Madan Maharaj | 3  | 3 | 1 | 0 | 2 | 4  | 3  | +1 |
|  | 4.   | Delhi         | 1  | 3 | 0 | 1 | 2 | 1  | 6  | -5 |